# Bedlam (North Yorkshire)
Bedlam – wieś w Anglii, w hrabstwie North Yorkshire, w dystrykcie (unitary authority) North Yorkshire. Leży 35 km na zachód od miasta York i 299 km na północ od Londynu.